# Tifone Bopha
Il tifone Bopha del novembre 2012, conosciuto nelle Filippine come tifone Pablo, è stato il più forte ciclone tropicale a colpire la regione di Mindanao, con venti massimi sostenuti pari a 280 km/h (175 mph). Bopha è nato insolitamente vicino all'equatore, divenendo il secondo super-tifone della categoria 5 originatosi più a sud con una latitudine minima di 7.4°N al 3 dicembre 2012. Con la stessa potenza, solamente il super-tifone Louise del 1964 era arrivato così vicino all'equatore, a 7.3°N. Dopo aver attraversato Palau, dove ha causato ingenti danni, Bopha ha colpito la regione di Mindanao il 3 dicembre. Mindanao era rimasta devastata dalla tempesta tropicale Washi solamente un anno prima, nel dicembre 2011. Qui Bopha ha provocato avarie catastrofiche, lasciando migliaia di persone senza tetto e causando più di 600 morti. Dopo aver colpito le province di Davao Oriental e Compostela Valley, Bopha ha attraversato le regioni centrali di Mindanao, lasciando due province senza comunicazioni ed elettricità e causando numerose frane. Più di 170.000 persone sono state trasportate nei centri di soccorso. Infine, il tifone si è spostato nel Mar Cinese Meridionale, ad ovest della regione di Palawan, dove si è dissipato il 9 dicembre.